# ルリゴシボタンインコ
ルリゴシボタンインコ(学名：Agapornis fischeri、英名：Fischer's lovebird、シノニム：Agapornis personata fischeri)は、オウム目オウム科ボタンインコ属に属する鳥類の一種。
最初に発見されたのは1800年代の末で、初めて人工飼育されたのは1926年に合衆国においてであった。ドイツ人探検家グスタフ・フィッシャー（Gustav Fischer）にちなんで命名された。

## 形態
ルリゴシボタンインコは背と胸、雨覆い羽が緑で、首はゴールデンイエローだが上部に向かうにつれて暗いオレンジ色になってゆく。頭頂部はオリーブグリーン、嘴は明るい赤である。尾羽の上面には紫ないし青色の羽が見られる。目の周りには白いリングがある。幼鳥は成鳥と非常によく似ているが、色が鈍く、下嘴の基部に茶色のマーキングがある点が異なっている。ラブバードの中でも小型の部類で体長14～15cm、体重43～58gである。

## 分布

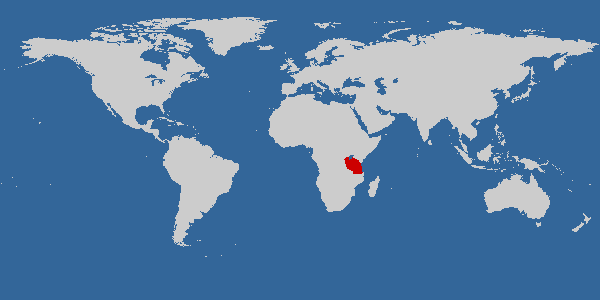
ルリゴシボタンインコの分布

ルリゴシボタンインコは中央アフリカ東部の小さな領域（タンザニア北部のヴィクトリア湖南部と南東部）に生息している。旱魃の年にはより湿潤な環境を求めてルワンダやブルンジなど西へ移動するものもある。

## 生態
ルリゴシボタンインコは標高1,100m～2,200mで小さな群れを作って生活している。速くまっすぐな飛行をし、音をたてて羽ばたきながら飛んでゆく。草原によって隔てられた木の茂みに住む。甲高い声でさえずり、大変に騒々しい。彼らは種子や果実を含むバラエティに富んだ餌を食べる。トウモロコシやアワといった農作物を食い荒らすと害鳥して時に農夫たちに忌み嫌われることがある。繁殖期は1月から4月と6月から7月である。巣は木の洞、それもしばしばキツツキの古い巣を利用し地上から 2～15mのところにかけられる。ここで 3～8 個の卵が23日で孵化して雛は38日で巣立つ。個体数は29万から100万と見積もられているが、保護区の外ではペット取引のための捕獲により数が減少している。このためこれ以上のいかなる個体数の減少も防止するため、輸出許可の発行は1992年から停止されている。

## 飼育

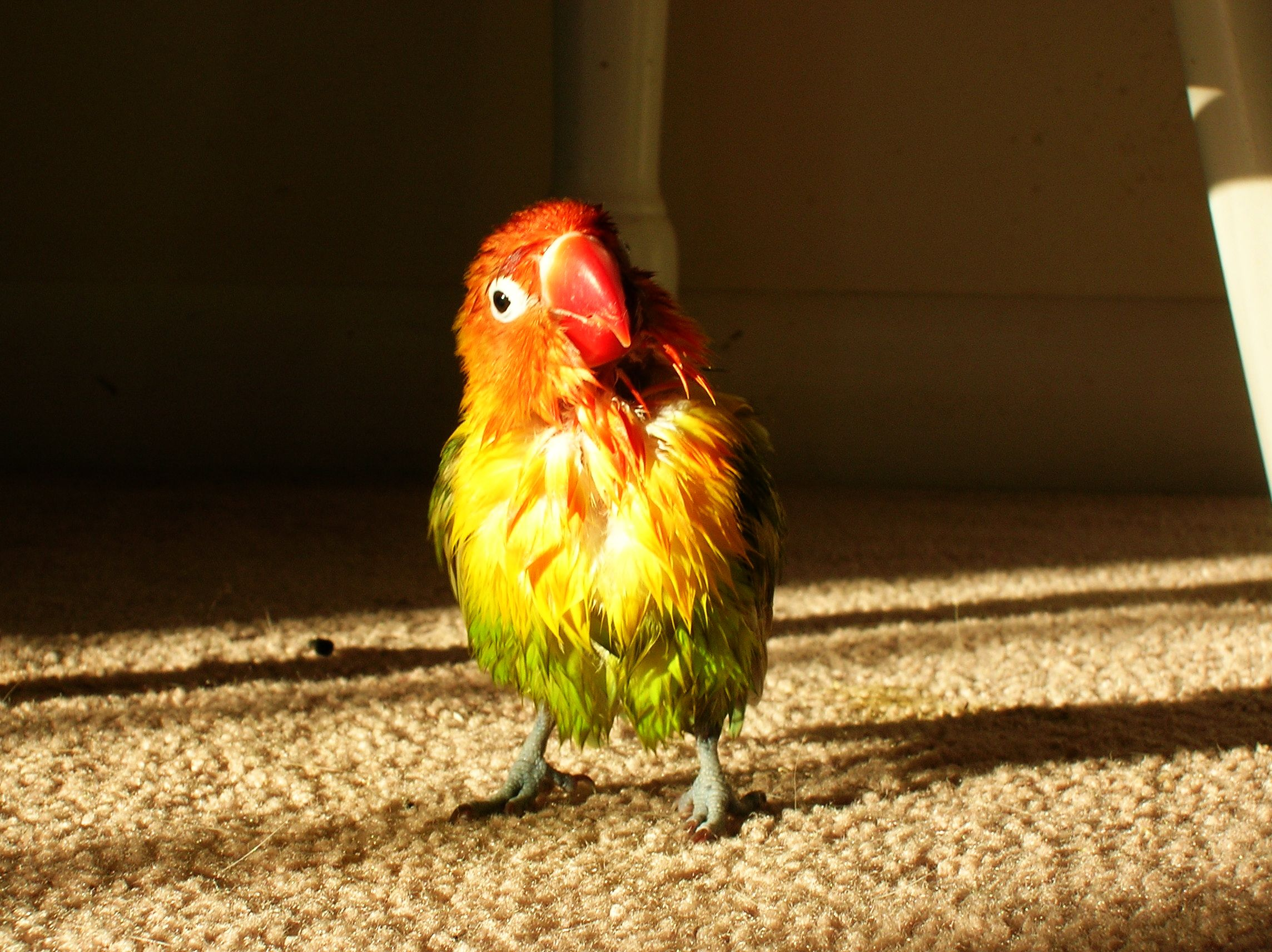
水浴びの後のルリゴシボタンインコ

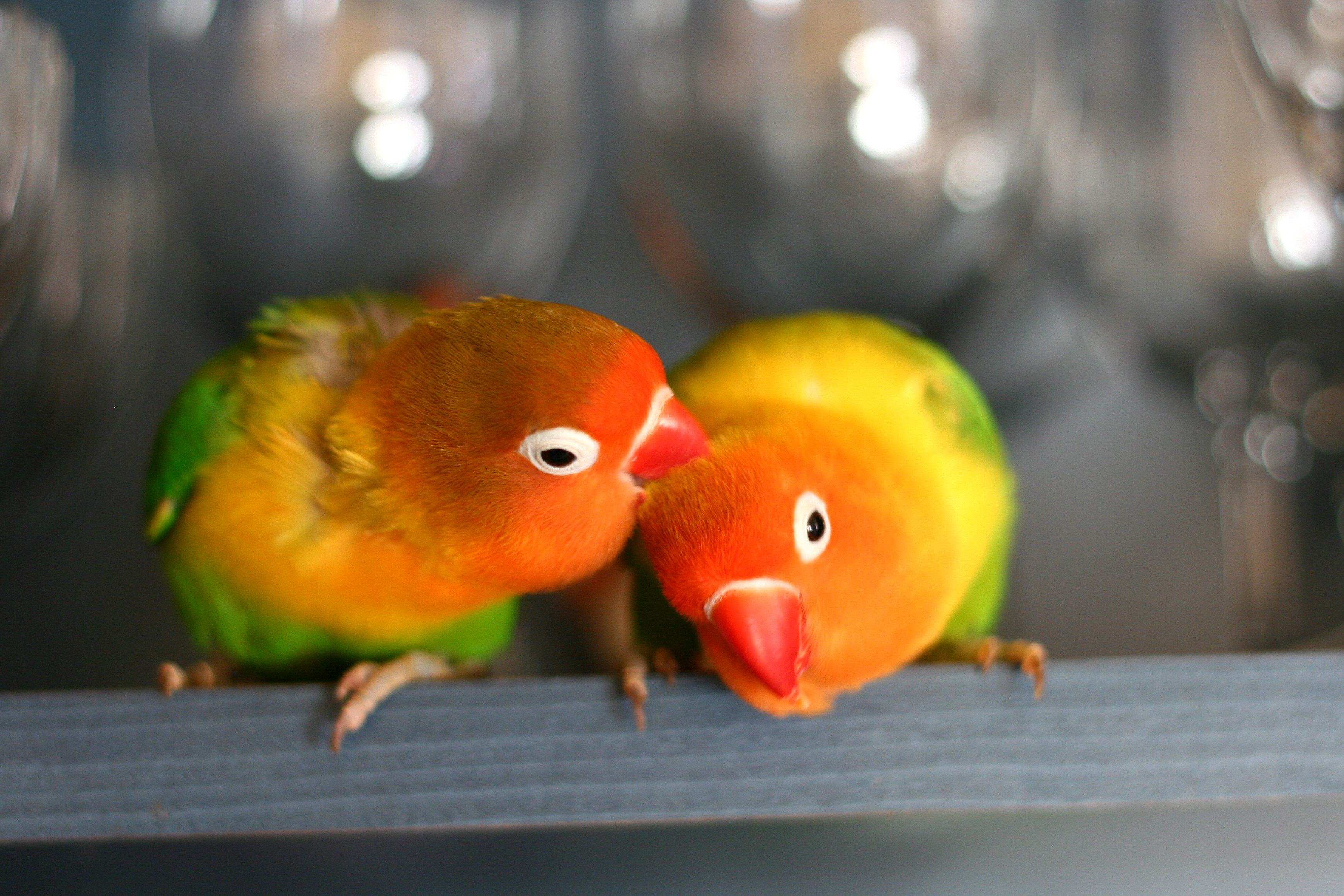
つがいのルリゴシボタンインコ

この種以外でも同様であるが、購入の際にはその鳥が飼育下で繁殖させられたものであって、捕獲された野生種でないことを確認する必要がある。これには自然保護や倫理的な理由があるが、捕獲された野生動物は人工繁殖の動物より病死する傾向が強いためでもある。
ことに一羽で飼われていたり挿し餌で育てられたラブバードは、人懐っこくたいへんよいペットとなる。ラブバードは滅多にヒトの言葉を喋らないが、歳の若いうちからこまめに教えれば覚える可能性はある。

### 飼育環境
ラブバードには適切な大きさのかごが必要である。通常一羽の鳥に対して最小で50cm x 50cm x 50cmのスペースが必要とされる。またかじったり遊んだりするためのおもちゃを与えてやらないと、退屈から毛引きなどの問題行動を引き起こす可能性がある。ラブバードは非常に高い社会性を持った鳥なので、一羽で飼う場合は身体的な健康及び健全な精神状態を維持するために毎日数時間遊んでやる必要がある。こういったコミュニケーションや毎日の運動、適切な飼育環境が与えられないと、毛引きやそのほかの問題行動の原因となる。また、適宜霧吹き等を使って水浴びをさせてやるとたいへん喜ぶ。
ブランコやはしごなどをかごに取りつけておくと、適度な運動になり効果的である。
なお、ペットショップでは鳥型のおもちゃを販売していることがあるが、縄張り意識の強いラブバードにとってはストレスになる場合がある。

## 性別の判定
羽毛の外見から鳥が雌か雄かを見分けることが不可能であることは広く知られている。しかし2007年8月に行われた研究によれば、雄は下側の嘴の先端が平坦でまっすぐであるのに対し、雌は小さな刻み目を持っている。彼らが生まれたときには正常な嘴をしているのに、孵化して一ヶ月ないしそれ以降に変化し（雌は刻み目を持つようになり、雄は平坦になり）始める。多くの飼い主が、これが原因で（かれらの性別によって）プラスチックのボールといったおもちゃを破壊するのか、それともあるいは自分の鳥かごや鳥小屋の壁をかじるのを好むのだと信じている。

## 画像

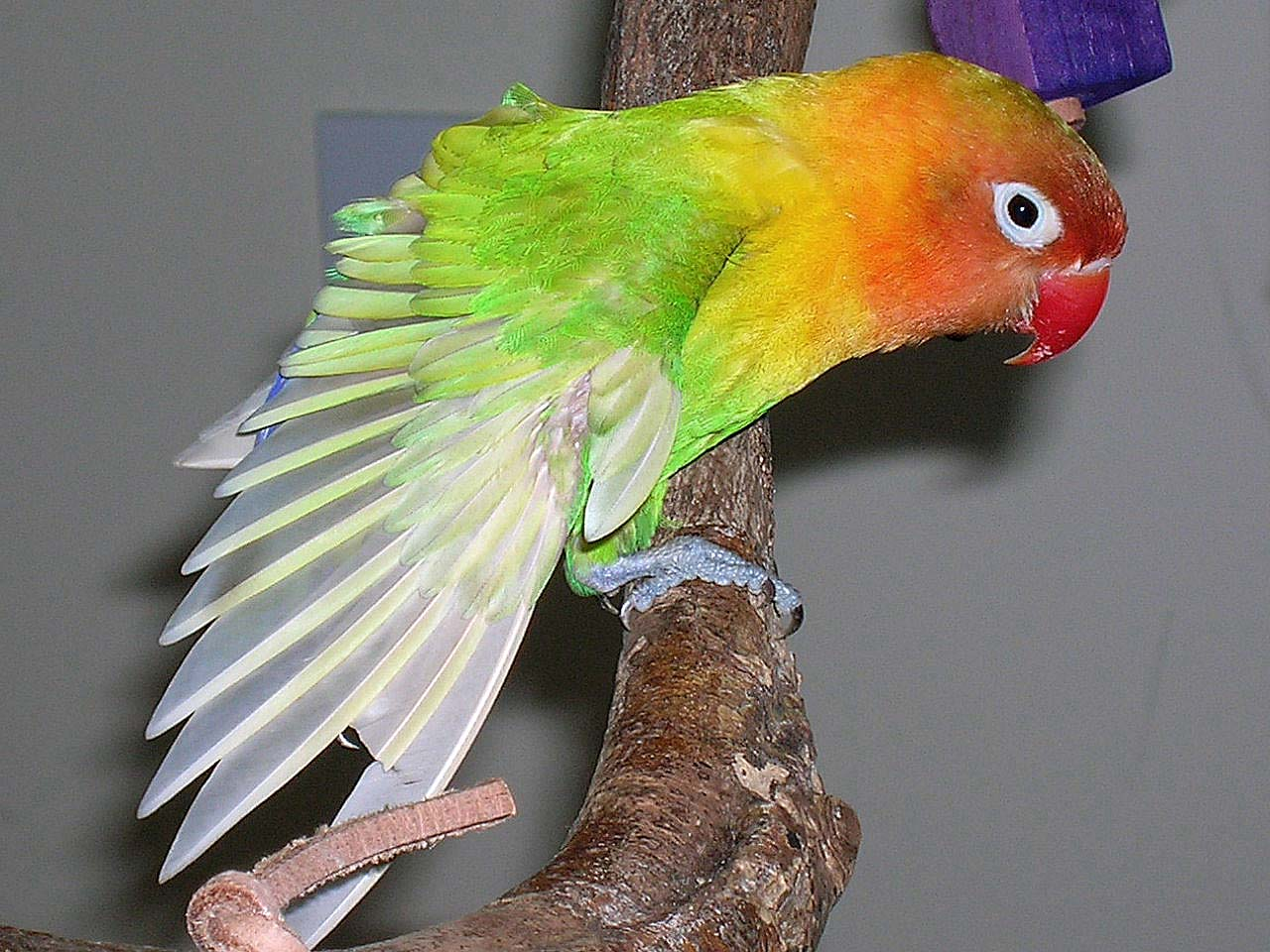
羽根をのばしている ルリゴシボタンインコ
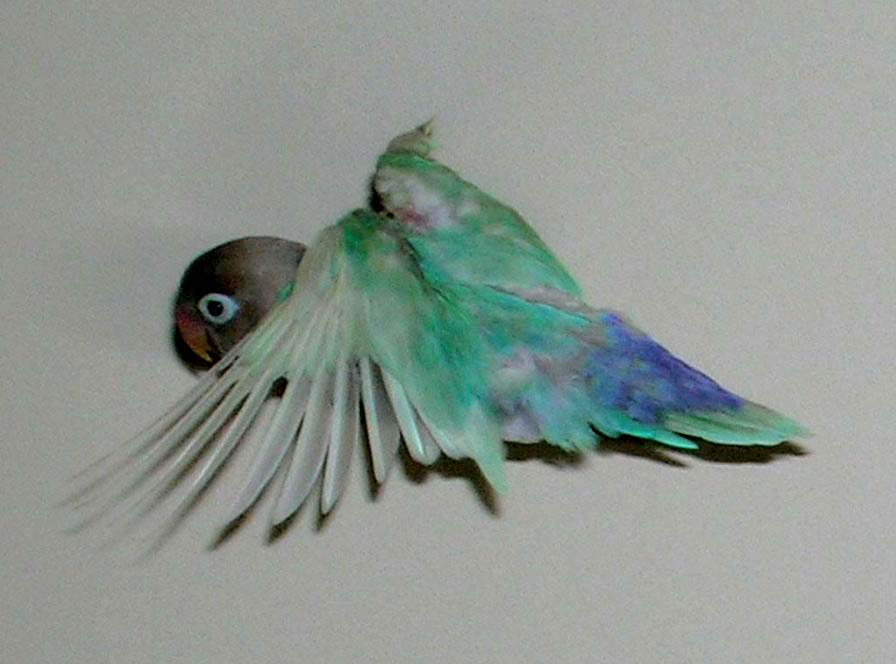
飛行する青い色変わりの変種
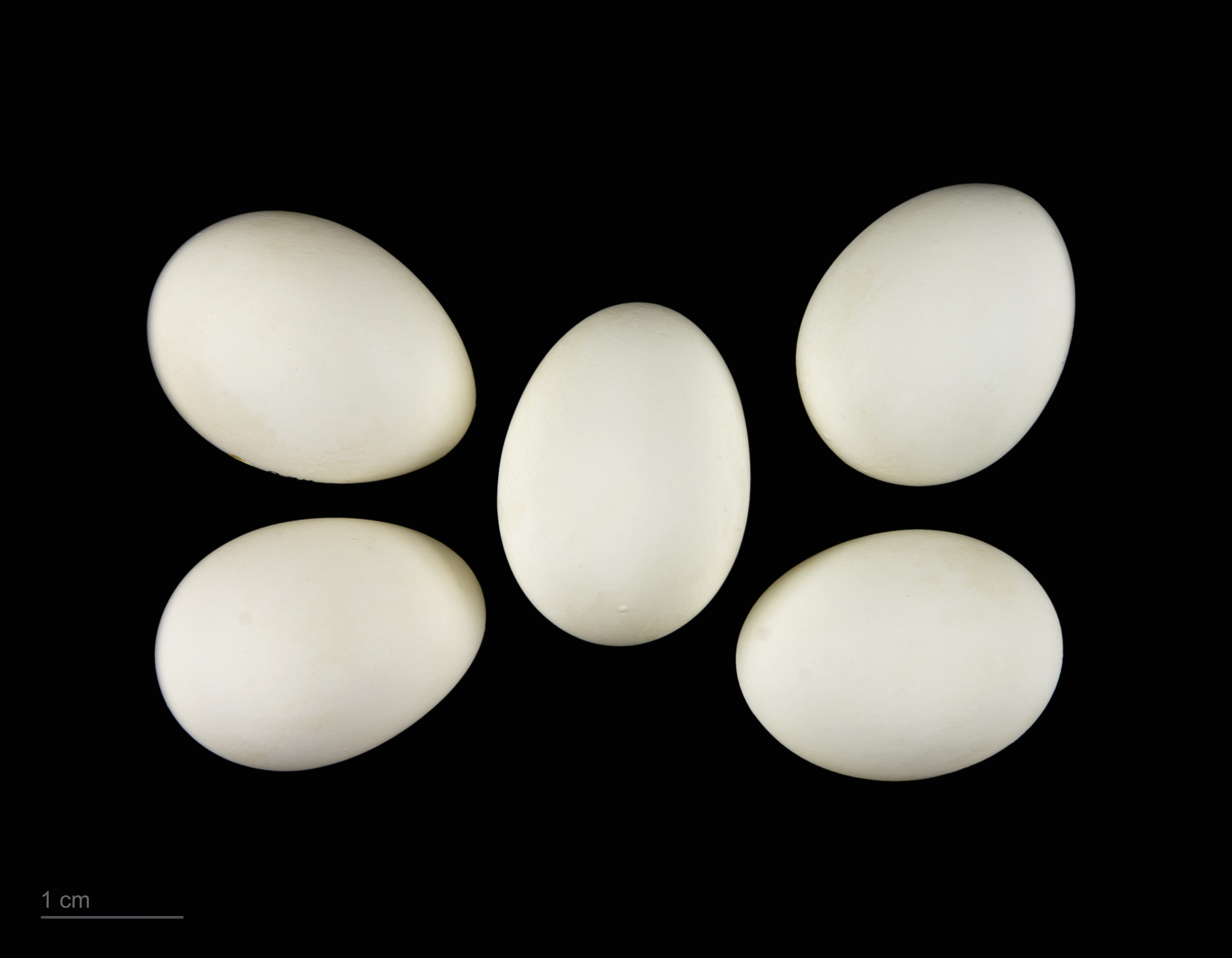
Museum specimen

## 参照
- BirdLife International (2004). "Agapornis fischeri". IUCN Red List of Threatened Species. Version 2006. International Union for Conservation of Nature. 2006年5月11日閲覧。 Database entry includes a brief justification of why this species is near threatened
- del Hoyo et al. (1997). Handbook of the birds of the World 4: 410. BirdLife International / Lynx Edicions.
- Lovebirds, second edition. By Matthew M. Vriends